# Liutprand de Cremona
Liutprand de Cremona, en llatí Liutprandus Cremonensis, (?, segle x — ?, segle X) fou historiador dels llombards i bisbe de Cremona.
Era fill d'un noble normand, fou diaca de Pavia i secretari del rei Berenguer II. L'any 956 perdé el favor del rei i es passà a Otó I el Gran, que el feu bisbe de Cremona l'any 961. Es destacà per les seves ambaixades a Constantinoble, en especial la del 968 per concertar el casament de Teòfana, filla de l'emperador Romà II, amb Otó II. Es creu que a instancies del seu amic Recemund d'Ilíberis va escriure l'Antapodosis (sobre el període 887-950), el Liber de rebus gestis Ottonis (sobre el de 960-964), que es conserva, incomplet, i una relació de la seva legació a Constantinoble anomenada Relatio de legatione Constantinopolitana.

## Obres
- Antapodosis, seu rerum per Europam gestarum, Libri VI, narració històrica dels fets ocorreguts, sobretot a Itàlia, entre 887 i 949.
- Historia Ottonis, lloança al seu patró, l'emperador Otó I, que comprèn els anys 960–964.
- Relatio de legatione Constantinopolitana ad Nicephorum Phocam que comprèn els anys de la seva ambaixada a Constantinoble els anys 968–969.